# Пучина (ТВ филм)
Пучина је југословенски ТВ филм из 1978. године. Режирао га је Дејан Мијач а сценарио је написан по делу Бранислава Нушића.

## Улоге
| Глумац                     | Улога                     |
| -------------------------- | ------------------------- |
| Милан Лане Гутовић         | Владимир Недељковић       |
| Светлана Бојковић          | Јованка, супруга          |
| Катарина Живојиновић       | Олгица, ћерка             |
| Иво Јакшић                 | Јован, отац Владимров     |
| Босиљка Боци               | Марија, мајка Владимирова |
| Иван Бекјарев              | Ружић                     |
| Бранко Цвејић              | Станковић                 |
| Јосиф Татић                | Марко Урошевић            |
| Цвијета Месић              | Живковићка                |
| Весна Латингер             | Николићка                 |
| Дијана Шпорчић             | Катица, собарица          |
| Радивоје Радисављевић      | Момак из министарства     |
| Радивоје Ранисављевић Лала |                           |